# Un ángel roto
Un ángel roto (título original: Broken Angel) es un telefilme estadounidense de drama y suspenso de 1988, dirigido por Richard T. Heffron, escrito por Cynthia A. Cherbak, musicalizado por James Di Pasquale, en la fotografía estuvo William Cronjager y los protagonistas son William Shatner, Susan Blakely y Roxann Dawson, entre otros. Este largometraje fue realizado por MGM/UA Television y The Stan Margulies Company; se estrenó el 13 de marzo de 1988.

## Sinopsis
Un hombre recorre Los Ángeles, está tratando de encontrar a su hija que desapareció, luego se entera de que es parte de una pandilla que vende crack.